# La copa de la vida
Singles de Ricky Martin
Vuelve
(1998) La bomba
(1998)
La copa de la vida est une chanson du chanteur portoricain Ricky Martin sortie le 3 mars 1998 sur l'album Vuelve, sous le label Columbia Records. 
Hymne de la Coupe du monde de football de 1998, le single s'est classé numéro un durant six semaines en France à partir du 9 mai 1998. Il est certifié Disque de Platine et 9e meilleure vente de 1998 en France avec 563 000 exemplaires. 

## Liste des pistes
European CD single
1. La Copa de la Vida (Album Version) – 4:28
2. La Copa de la Vida (Spanish Remix - Radio Edit) – 4:37

European CD maxi-single
1. The Cup of Life – 4:28
2. The Cup of Life (Remix - Long Version) – 8:39
3. La Copa de la Vida (Spanglish Remix - Radio Edit) – 4:37
4. La Copa de la Vida (Album Version) – 4:28

UK CD maxi-single #1
1. The Cup of Life (English Radio Edit) – 4:37
2. The Cup of Life (Spanglish Radio Edit) – 4:37
3. The Cup of Life (Original English Version) – 4:31
4. The Cup of Life (Extended English Version) – 8:39
5. The Cup of Life (Extended Spanglish Version) – 8:39

UK CD maxi-single #2
1. The Cup of Life (English Radio Edit) – 4:37
2. The Cup of Life (The Dub of Life Mix) – 7:44
3. María (Jason Nevins Remix) – 3:45
4. María (Spanglish Radio Edit) – 4:31

US CD maxi-single
1. La Copa de la Vida (Album Version)
2. La Copa de la Vida (Spanish Remix - Long Version)
3. La Copa de la Vida (Spanglish Version - Radio Edit)
4. The Cup of Life

US CD maxi-single
1. The Cup of Life (English Radio Edit) – 4:37
2. The Cup of Life (Spanish Radio Edit) – 4:37
3. The Cup of Life (Spanglish Radio Edit) – 4:37
4. The Cup of Life (The Dub of Life Mix) – 7:44
5. María (Jason Nevins Remix) – 3:45
6. Maria (Spanglish Radio Edit) – 4:31

## Classements
| Classement (1998)                    | Classement le plus haut |
| ------------------------------------ | ----------------------- |
| Australian Singles Chart             | 1                       |
| Austrian Singles Chart               | 4                       |
| Belgian Flanders Singles Chart       | 27                      |
| Belgian Wallonia Singles Chart       | 1                       |
| Dutch Singles Chart                  | 8                       |
| Finnish Singles Chart,               | 11                      |
| Finnish Top 50 Hits                  | 4                       |
| Finnish Airplay Chart                | 9                       |
| French Singles Chart                 | 1                       |
| German Singles Chart                 | 1                       |
| Japanese Oricon Singles Chart        | 68                      |
| Norwegian Singles Chart              | 2                       |
| Spanish Singles Chart                | 1                       |
| Swedish Singles Chart                | 1                       |
| Swiss Singles Chart                  | 1                       |
| UK Singles Chart                     | 29                      |
| US Billboard Hot 100                 | 45                      |
| US Billboard Hot Dance Singles Sales | 4                       |
| US Billboard Hot Latin Songs         | 2                       |
| US Billboard Latin Pop Songs         | 2                       |
| US Billboard Tropical Songs          | 3                       |
| Classement (1999)                    | Classement le plus bas  |
| US Billboard Adult Pop Songs         | 40                      |
| US Billboard Pop Songs               | 18                      |
| US Billboard Rhythmic Top 40         | 27                      |

### Classement de fin d'année
| Classement (1998)                    | Position |
| ------------------------------------ | -------- |
| Australian Singles Chart             | 1        |
| Austrian Singles Chart               | 35       |
| Belgian Flandres Singles Chart       | 100      |
| Belgian Wallonia Singles Chart       | 7        |
| Dutch Single Top 100                 | 67       |
| French Singles Chart                 | 8        |
| Swedish Singles Chart                | 5        |
| Swiss Singles Chart                  | 9        |
| US Billboard Hot Dance Singles Sales | 10       |
| US Billboard Hot Latin Songs         | 19       |
| Classement (1999)                    | Position |
| US Billboard Hot Dance Singles Sales | 29       |